# Charles La Tourasse
Pour les articles homonymes, voir La Tourasse.
Charles La Tourasse, dit Le Chevalier, mort le 9 octobre 1696, est un officier français, commandant de la place de Port-Royal en Acadie.

## Biographie
En 1690, Charles La Tourasse était sergent lors de la prise de Port-Royal par la marine anglaise commandée par William Phips. Ce dernier fit arrêter le gouverneur Louis-Alexandre des Friches de Menneval et nomma Charles La Tourasse commandant de la ville portuaire de Port-Royal et organisa un conseil municipal avec l'ancien gouverneur de l'Acadie et résidant de Port-Royal, Alexandre Le Borgne de Belle-Isle. Ayant constitué cette autorité locale, William Phips s'en retourna vers Boston avec sa troupe, laissant la ville de Port-Royal aux seuls Acadiens.
En 1691, le nouveau gouverneur d'Acadie, Joseph Robineau de Villebon reprit possession de Port-Royal et fit descendre la bannière anglaise qui flottait sur la cité sans aucun soldat britannique pour la défendre. Charles La Tourasse conserva son commandement sous l'autorité de la France.
Le 15 février 1694, Charles La Tourasse est nommé commandant du fort Naxoat. Il fut tué le 9 octobre 1696, lors d'une embuscade tendue par les Anglais non loin du fort Naxoat, près de la baie française.